# Pachypanchax omalonotus
El panchax azul-pálido es la especie Pachypanchax omalonota, un pez de agua dulce de la familia de los aplocheílidos, distribuido por ríos de la vertiente oeste y norte de Madagascar y otras islas adyacentes.

## Acuariología
No es pescado para alimentación pero sí para uso en acuariología con importancia comercial, aunque es difícil de mantener en acuario. Prefiere acuarios con rocas, plantas y maderas flotando.

## Morfología
De cuerpo alargado y colorido, con un tamaño máximo normalmente de 9,5 cm,

## Hábitat y biología
Viven en aguas dulces con conducta bentopelágica y no migrador, prefiriendo aguas tropicales de entre 22 y 28 °C de temperatura. Prefiere los arroyos y los ríos pequeños, sobre todo en los tramos de agua tranquila.